# Hugo Grenier
Hugo Grenier o Hugo de Cesarea (antes de 1139-1168/74) fue el señor de Cesarea desde 1154 hasta su muerte. Fue el hijo menor de Gutierre I Grenier y su esposa, Juliana. Su hermano mayor, Eustaquio (II), fue impedido de heredar el señorío por la lepra y pasó a Hugo.
La fecha de la muerte de Gutierre I y la ascensión de Hugo es desconocida. Gutierre estaba vivo y gobernando en 1149, y el gobierno de Hugo es registrado por primera vez en una carta real de 1154. A diferencia de su padre, Hugo tenía una estrecha relación con los reyes de Jerusalén, pero al igual que su padre era un patrono de la Orden del Hospital.